# Gruppo Riva
Gruppo Riva ist ein italienischer Stahlkonzern mit Hauptsitz in Mailand.

## Geschichte
Riva & C. S.A.S. wurde durch die Brüder Emilio (1926–2014) und Adriano Riva 1954 gegründet. Das Unternehmen produzierte Eisen- und Stahlprodukte aus Schrott, womit Emilio Riva in den Nachkriegsjahren des italienischen Wiederaufbaus nach dem Zweiten Weltkrieg begonnen hatte.
Die Stahlproduktion begann 1957 am Rande von Mailand im Industriegebiet „Caronno Pertusella“, als der erste Elektrolichtbogenofen unter der Firma „Acciaierie e Ferriere Riva“ (italienisch Stahl- und Eisenwerk Riva) seinen ersten Abstich machte, um seine erste Bramme für Walzstahlproduzenten zu erzeugen.
Die erste dreizeilige Stranggussanlage wurde bei den Caronno-Werken von Emilio Riva in Zusammenarbeit mit dem Ingenieur Enzo Colombo und dem Industrieanlagenbauer Luigi Danieli entwickelt. Die Entwicklung von Strangguss reduzierte die Fertigungskosten und ermöglichte Acciaierie di Caronno während der Rezession von 1964 das Überleben, die für viele Wettbewerber das Ende bedeutete.
Mit der Übernahme der „Acciaerie e Ferriere del Tanaro“ in Lesegno 1970 und der „Seii“ in Malegno wurde die Stahlproduktion bedeutend erhöht und ermöglichte Riva den Markteintritt für Langprodukte, Profil-, Stab- und Betonstähle in Italien.
Am Ende der 1960er Jahre erreichte die Riva-Gruppe mit 8 % der Ministahlwerke bereits eine Gesamtjahresproduktion von ca. 300.000 Tonnen, die eine breite Palette von Langprodukten offerierten. Ein wichtiges Element der italienischen Stahlindustrie ist die Konzentration einer Vielzahl von Ministahlwerken im Raum Brescia, die vor allem Schrott als Rohstoff verarbeiten.
Mit dem Einstieg bei der spanischen „Siderurgica Sevillana“ 1971 nahm die Gruppe erstmals eine bedeutende Auslandsinvestitionen vor, die mit einem kleinen Anteil begann und 1988 mit der Übernahme abgeschlossen wurde und exportierte Ministahlwerke außerhalb der EG. Das Unternehmen hatte bis dahin nur Bewehrungsstäbe produziert und diversifizierte 1977 auf Stabstähle. 1980 erreichte die Stahlproduktion des Riva-Konzerns bereits 1,1 Mio. Tonnen jährlich, womit 61 % des italienischen, 28 % des spanischen und 11 % des französischen Markts auf Riva entfielen und 670.000 Tonnen Walzprodukte erzeugt wurden.
Mit der Akquisition der „Officine e Fonderie Galtarossa“ in Verona, die auf Rundstabstahl und Drähte spezialisiert war, diversifizierte Riva. Binnen fünf Jahren verfünffachte sich die Produktion durch die Einbeziehung neuer hochwertiger Produkte, wie geschweißtem Baustahl für den Bausektor.
Mit der Übernahme von „Acciaierie di Cornigliano“ von Ilva S.p.A., die bis dahin vom COGEA Konsortium geführt wurde, worin der italienische Staat über die IRI der größte Aktionär war, fand erstmals eine Privatisierung eines integrierten Stahlwerks in Italien statt. Riva verdoppelte damit seine Stahlproduktion in Italien und erreichte 1989 eine Jahresproduktion von 3,2 Mio. Tonnen, von denen 2,1 Mio. Tonnen auf seine italienischen und 1,1 Mio. Tonnen auf seine spanischen und französischen Hüttenwerke entfielen. Von dieser Gesamtproduktion entfielen 2,2 Mio. Tonnen auf Walzstahlprodukte, die bereits einen 10 %-Anteil an der Gesamtstabstahlproduktion in der EU ausmachte.
1977 erhielt das „VEB Qualitäts- und Edelstahlkombinat Brandenburg“ durch Vermittlung des Anlagenbauers Danieli einen Know-how-Transfer der Riva-Gruppe. Als die Treuhandanstalt das Kombinat auflöste und im März 1992 das Elektrostahlwerk und die Drahtstraße der „Brandenburger Elektrostahlwerke GmbH“ und das Elektrostahlwerk der Hennigsdorfer Stahl GmbH privatisierte, griff Riva zu, modernisierte die Anlagen durchgreifend und steigerte die Produktion innerhalb weniger Jahre.
1994 erreichte die Produktion im Riva-Konzern 5,8 Mio. Tonnen, wovon 5 Mio. Tonnen auf Walzstahlprodukte in den fünf Ländern entfiel, womit Riva unter die großen europäischen Stahlproduzenten aufrückte.
Mit der Akquisition der „Ilva Laminati Piani S.p.A.“ – heute Ilva S.p.A. vervollständigte die staatliche IRI die Privatisierung der Eisen- und Stahlindustrie in Italien. Riva vervollständigte damit seine Produktpalette von Edelstahl sowohl in Flach- wie in Langwalzstahlprodukten und strebte damit Synergien sowohl in Italien, wie im Ausland an.
Inzwischen erwarb Riva auch die Mehrheit an „Hellenic Steel“ in Saloniki, Griechenland, die ein Kaltwalzwerk betreibt und beschichtete Produkte erzeugt.
Zum Riva-Konzern gehört auch die „Ilva Servizi Marittimi“ mit 13 Schiffen zum Transport von Erz und Schrott.
2000 übernahm Riva von Usinor die „SAM“-Gruppe, in der die Elektrostahlinteressen des französischen Konzerns mit den Standorten Neuves-Maisons, Vauvert, Montereau und Lampertheim zusammengefasst waren.
Im Jahr 2004 stand der Riva-Konzern mit einer Jahresproduktion von 16,65 Mio. Tonnen, 25.000 Beschäftigten und einem Umsatz von knapp 8 Milliarden Euro an 4. Stelle in der Rangliste europäischer Stahlhersteller und an 11. weltweit.
Die Regierung Letta setzte im Juni 2013 per Regierungsdekret Enrico Bondi als Zwangsverwalter zur Sanierung des Stahlwerks Tarent ein. Im selben Monat wurde das Unternehmen organisatorisch in die ILVA SpA und die Riva Forni Elettrici SpA aufgespalten. 2014 kamen Gerüchte auf, dass ArcelorMittal ILVA mit dem Stahlwerk Tarent übernehmen würde.

## Stahlwerke
- Belgien (Charleroi, Fontaine-l’Évêque)
- Deutschland (Brandenburg an der Havel, Hennigsdorf, Lampertheim)
- Frankreich (Bonnières-sur-Seine, Gargenville)
- Griechenland (Thessaloniki)
- Italien (Caronno Pertusella, Lesegno, Sellero, Tarent, Verona)
- Spanien (Sevilla)
- Tunesien (Bizerta)